# Victor Guernalec
Victor Guernalec (Châteaulin, 16 marzo 2000) è un ciclista francese che corre per il team Arkéa-B&B Hotels. È professionista dal 2025.

## Carriera
Debutta nel circuito professionistico nel 2025 con la Arkéa-B&B Hotels. Esordisce all'Ardèche Classic e nello stesso mese prende parte alla sua prima classica, la Milano-Sanremo, dove si classifica 104°.

## Palmares
- 2025 (Arkéa-B&B Hotels, una vittoria)

2ª tappa Région Pays de la Loire Tour (Cugand-la-Bernardière > Beaupréau-en-Mauges)

## Piazzamenti

### Classiche monumento
- Milano-Sanremo

2025: 104°